# Вотча (приток Старой Тотьмы)
Вотча (в верхнем течении — Малая Вотча) — река в России, протекает по территории Бабушкинского района Вологодской области. Слиянием с рекой Илезой образует Старую Тотьму в 49 км от её устья, являясь левой составляющей. Длина — 85 км, площадь водосборного бассейна — 938 км².

## Бассейн
(км от устья):
- 4 км: река Сабренька (пр)
  - река Боровица (пр)
  - река Великая (лв)
- 11 км: река Большой Песьяк (пр)
  - река Доровотка (лв)
  - река Микулица (лв)
- 25 км: река Сямжа (лв)
  - река Дмитриевка (лв)
- 44 км: река Большая Рунга (лв)
  - река Талица (лв)
- 57 км: река Кимжа (лв)
- 60 км: река Конга (пр)
- 70 км: река Запрудница (пр)

## Данные водного реестра
По данным государственного водного реестра России относится к Двинско-Печорскому бассейновому округу, водохозяйственный участок реки — Северная Двина от начала реки до впадения реки Вычегда, без рек Юг и Сухона (от истока до Кубенского гидроузла), речной подбассейн реки — Сухона. Речной бассейн реки — Северная Двина.
Код объекта в государственном водном реестре — 03020100312103000008404.